# اکین‌آباد
اکین‌آباد یکی از روستاهای استان آذربایجان شرقی است که در دهستان مهران‌رود جنوبی بخش مرکزی شهرستان بستان‌آباد واقع شده‌است.این روستا ۵۱۴ تا ۵۲۵ نفر جمعیت دارد.

## موقعیت
وضعیت طبیعی روستاکوهستانی تپه‌ای می‌باشد. این روستا در دامنه کوه سهند واقع شده‌است که دارای حدود ۱۰۶خانوار و جمعیت حدود بر ۵۱۴ نفر می‌باشد.یکی از هفته بازارهای روستایی نیز در این نزدیکی این روستا می‌باشد (اکین آباد بازاری)